# Genocidal (album)
Genocidal – minialbum zespołu Puissance, wydany w 2000 roku. Wydawcą była wytwórnia L.S.D. Organisation. Nośnikiem była płyta winylowa, w tej wersji limitowano go do 300 sztuk.

## Lista utworów
1. "Genocidal" - 4:51
2. "Biological Waste" - 4:51